# Route nationale 85 (Estonie)
Pour les articles homonymes, voir Route nationale 85.
La route nationale 85 (Tugimaantee 85) est une route nationale estonienne reliant Kolga à Loksa. Elle mesure 15,5 km.

## Tracé
- Comté de Harju
  - Kolga
  - Kõnnu
  - Kolgaküla
  - Kotka
  - Loksa
  - Loksa